# Stari Slankamen
Stari Slankamen (izvirno srbsko Стари Сланкамен) je naselje v Srbiji, ki upravno spada pod Občino Inđija; slednja pa je del Sremskega upravnega okraja.

## Demografija
V naselju živi 552 polnoletnih prebivalcev, pri čemer je njihova povprečna starost 42,5 let (40,0 pri moških in 44,7 pri ženskah). Naselje ima 262 gospodinjstev, pri čemer je povprečno število članov na gospodinjstvo 2,57.
To naselje je, glede na rezultate popisa iz leta 2002, v glavnem srbsko.
|  |

| Demografija | Demografija     | Demografija     |
| Leto        | Št. prebivalcev | Št. prebivalcev |
| ----------- | --------------- | --------------- |
|             |                 |                 |
|             |                 |                 |
|             |                 |                 |
|             |                 |                 |
| 1948        | 925             |                 |
| 1953        | 928             |                 |
| 1961        | 778             |                 |
| 1971        | 756             |                 |
| 1981        | 638             |                 |
| 1991        | 575             | 564             |
| 2002        | 706             | 674             |
|             |                 |                 |

| Etnična sestava po popisu iz leta 2002 | Etnična sestava po popisu iz leta 2002 | Etnična sestava po popisu iz leta 2002 | Etnična sestava po popisu iz leta 2002 | Etnična sestava po popisu iz leta 2002 |
| -------------------------------------- | -------------------------------------- | -------------------------------------- | -------------------------------------- | -------------------------------------- |
| Srbi                                   | Srbi                                   |                                        | 485                                    | 71,95%                                 |
| Hrvati                                 | Hrvati                                 |                                        | 108                                    | 16,02%                                 |
| Slovaki                                | Slovaki                                |                                        | 19                                     | 2,81%                                  |
| Jugoslovani                            | Jugoslovani                            |                                        | 18                                     | 2,67%                                  |
| Madžari                                | Madžari                                |                                        | 8                                      | 1,18%                                  |
| Črnogorci                              | Črnogorci                              |                                        | 4                                      | 0,59%                                  |
| Slovenci                               | Slovenci                               |                                        | 2                                      | 0,29%                                  |
| Bunjevci                               | Bunjevci                               |                                        | 1                                      | 0,14%                                  |
| Bolgari                                | Bolgari                                |                                        | 1                                      | 0,14%                                  |
| Neznano                                | Neznano                                |                                        | 8                                      | 1,18%                                  |